# Cingle de la Cortada
El Cingle de la Cortada, és una cinglera del terme municipal de Tremp, del Pallars Jussà, dins de l'antic terme de Sapeira.
Està situat al nord-est de Tercui i al sud-est de la Ribereta, en el vessant nord-occidental del Serrat de la Sarga, al nord-oest de la Casa del Soldat i al sud-oest de Marransó.